# Hällkistan i Yxhult

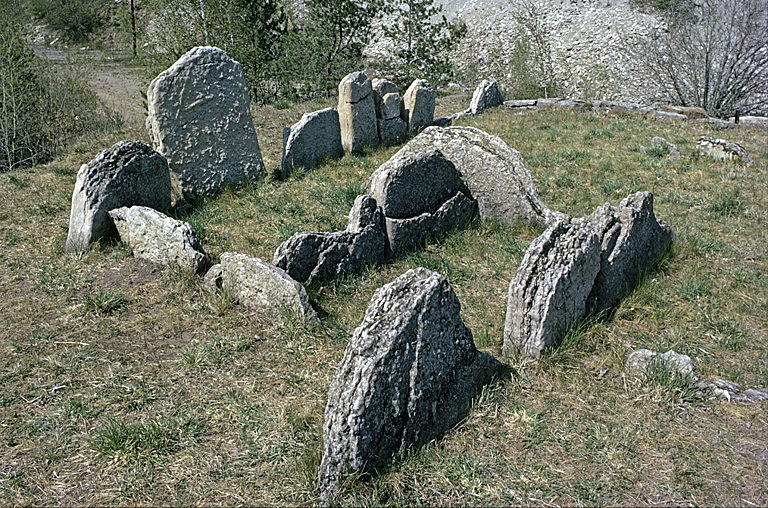
Hällkistan i Yxhult.

Hällkistan i Yxhult finns i Hällkistans naturreservat i närheten av Hällabrottet i Örebro län. Den utgörs av resterna från en mindre hällkista från yngre stenåldern eller tidig bronsålder (2400–1500 f.Kr.)
Hällkistan saknar täckning av sten och jord, täckstenar samt gavelhål. Hällkistan undersöktes vid utgrävningar 1902 och 1961. Arkeologerna fann tänder och ben från människor och djur, men inga gravföremål
I Närke finns ett 20-tal hällkistor, varav tre med gavelhål. Hällkistor med gavelhål är vanligare förekommande i Västsverige. 